# Pyrovaleron
Pyrovaleron ist ein Arzneistoff, der zur Gruppe der Psychostimulanzien gehört. Es ist nahe verwandt mit anderen Stimulantien, wie etwa Prolintan und MDPV.
Pyrovaleron wurde in den späten 1960ern entwickelt und in Frankreich und einigen anderen europäischen Ländern verschrieben. Anwendungsgebiete waren chronische Müdigkeit und Lethargie oder Adipositas.
Da es zu einigen Fällen von Missbrauch und Abhängigkeit gekommen war, wurde die Substanz vom Markt genommen. In Deutschland gilt es als verkehrsfähiges, aber nicht verschreibungsfähiges Betäubungsmittel nach Anlage II BtMG. Seit dem 1. Januar 2004 gehört es zu den verbotenen Dopingsubstanzen.
Nebenwirkungen sind Appetitlosigkeit, Angst, Schlaflosigkeit, Tremor sowie Depression nach längerem Gebrauch.
Das „Expertenkomitee für Medikamentenabhängigkeit der Weltgesundheitsorganisation“ erwähnt in seinem 25. Bericht (des Jahres 1989), dass angenommen wird, Pyrovaleron sei ein starker Inhibitor der Norepinephrin-Aufnahme, dass nach 1978 jedoch keine weiteren Daten bezüglich des Wirkmechanismus veröffentlicht wurden. Im Jahre 1975 waren in Frankreich 200 Fälle eines intravenösen Missbrauchs von Pyrovaleron-Tabletten durch Drogenabhängige bekannt, der in allen Fällen zu Venenthrombosen führte.